# XM1207 Medical Vehicle

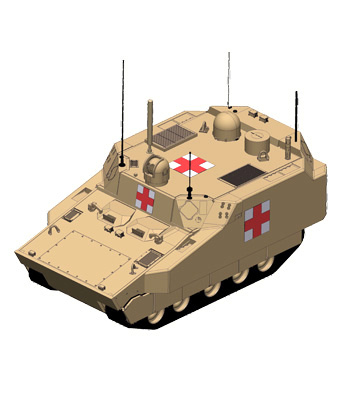
Konzept des MV

Das XM1207/1208 Medical Vehicle (MV) (dt. Medizinisches Fahrzeug) war ein Projekt der United States Army. Es war Teil des Programms Future Combat Systems. Bei einer Realisierung wäre es Teil des militärischen Global Information Grids geworden. Mit der Beendigung des FCS-Programms durch Verteidigungsminister Robert Gates wurde das Projekt eingestellt.

## Systembeschreibung
Das System war zur Behandlung und dem Transport von verletzten Soldaten gedacht. Es sollte unbewaffnet und – da es auf der Manned Ground Vehicle Plattform basiert – lufttransportfähig sein.
Da es nur leicht gepanzert sein sollte, waren abstandsaktive Schutzmaßnahmen gegen Panzerabwehrwaffen vorgesehen.
Das Fahrzeug sollte in zwei Varianten, „E“ für „evacuation“ und „T“ für „treatment“, gebaut werden. Erstere diente dem Transport Verwundeter aus der unmittelbaren Kampfzone, während letzteres eine weitergehende Behandlung ermöglicht. Beide Fahrzeuge sollten Platz für vier Mann Besatzung und vier Verwundete bieten und die Nutzung von Telemedizin ermöglichen.